# 左千牛卫
左千牛卫，中国古代禁卫军指挥机构。唐朝十六卫之一。

## 历史
隋文帝时设置左领左右府。设左领左右府大将军一人、正三品，左领左右府将军二人、从三品。与右领左右府同掌侍卫皇帝左右的亲信禁军、供御兵仗。掌领千牛备身、备身左右等侍卫皇帝左右。千牛备身十人，掌执于牛刀；备身左右十二人，掌供御弓箭；备身六十人，掌宿卫侍从；有长史、司马，录事及仓、兵二曹参军事，铠曹行参军等属官。
隋炀帝大业三年（607年），左领左右府分为左备身府、左骑卫府。左骑卫府属于十二卫，左备身府不领府兵，管理侍卫左右。设备身郎将一员为长官，直斋二员以为副，与右备身府同掌待卫皇帝左右的亲信禁军。统千牛左右、司射左右。有长史、录事及司兵、仓、骑曹参军等员。以折冲郎将三员总领骁果，以果毅郎将三员为其副。其骁果，分置左、右雄武府，各设雄武郎将率领，武勇郎将为其副。下有司兵、司骑二局，并设置参军事。
唐高祖武德五年（622年）左备身府改为左府。唐高宗显庆五年（660年）改为左千牛府。龙朔二年（662年）改左千牛府置左奉宸卫，不久改为左千牛卫。
左千牛卫设大将军一人、将军二人、中郎将二人，和右千牛卫统率亲近禁军，一起管理侍卫宫禁和供御兵器仪仗，不领府兵。受朝的时候，在御座左、右侍列。
- 左千牛卫大将军一人，正三品。置上将军之前，为左千牛卫长官。掌侍卫禁及供御兵器仪仗，皇帝受朝之日，领备身左右升殿列侍，亲射则率属以从。
- 左千牛卫将军二员，从三品。协掌侍卫宫禁、供御兵器仪仗。
- 左千牛卫中郎将二员，正四品下，掌供奉侍卫，辅佐大将军，宣告口敕。

左千牛卫属官还有长史、录事、兵曹参军、胄曹参军、千牛备身、备身左右、主仗等。武周天授二年（691年）加置四色官，唐德宗贞元二年（788年）设左千牛卫上将军一人，在大将军之上，为左千牛卫长官，从二品。掌侍卫宫禁及供御兵器仪仗，管理千牛及备身左右以御刀仗升殿供奉。
辽朝也设置左千牛卫，设大将军、上将军、将军，为加官，领折冲都尉、果毅都尉。
北宋左千牛卫上将军、大将军、将军、中郎将置为环卫官，无定员、无职掌，多让宗室担任，也作为武臣赠典或武官责降散官。元丰改制之前，左千牛卫上将军为三品，后为从三品。左千牛卫大将军降为正四品，左千牛卫将军降为从四品。南宋多不除授，宋孝宗隆兴年间复置左千牛卫上将军、大将军、将军。

## 人物
- 672年，左千牛卫将军王及善
- 683年，左千牛将军趙瓌
- 690年，左千牛卫将军杨知庆
- 710年，左千牛中郎将韦锜
- 946年，后蜀左千牛卫上将军李继勋为秦州宣慰使
- 951年，后周左千牛卫将军朱宪